# Niraparib
Niraparib  ist ein Arzneistoff aus der Gruppe der PARP-Inhibitoren, der zur oralen Behandlung von bestimmten Formen des Ovarialkarzinoms (Eierstockkrebs), Tubenkarzinoms (Eileiterkrebs) oder Peritonealkarzinoms (Bauchfellkrebs) eingesetzt wird (Handelsname Zejula; Zulassungsinhaber GlaxoSmithKline). In fester Kombination mit Abirateron (Handelsname Akeega, Janssen) wird er zur Behandlung von metastasiertem kastrationsresistentem Prostatakrebs (mCRPC) verwendet.

## Zulassung und Hintergrund

### Ovarialkarzinom
Die Europäische Kommission (EC) erteilte im November 2017 die Zulassung für Zejula in der Europäischen Union (EU).  Niraparib ist der erste in Europa zugelassene orale, einmal täglich einzunehmende Poly (ADP-Ribose)-Polymerase (PARP) 1/2-Inhibitor, für den keine Testung des BRCA-Mutationsstatus oder eine andere Biomarkertestung erforderlich ist.
Europa weist mit etwa 45.000 jährlich neudiagnostizierten Frauen eine der höchsten Inzidenzen von Ovarialkarzinomen in der Welt auf. Das Ovarialkarzinom betrifft etwa 1,3 von 10.000 Frauen in der Europäischen Union, wo es die sechsthäufigste Krebsart bei Frauen und die fünfhäufigste krebsbedingte Todesursache bei Frauen ist. Trotz der hohen initialen Ansprechraten auf platinbasierte Chemotherapien, tritt bei etwa 85 % der Patientinnen mit fortgeschrittenem Ovarialkarzinom ein Rezidiv nach der Erstlinienbehandlung auf. Die Wirksamkeit der Chemotherapien nimmt auch mit steigender Therapielinie ab.
Die FDA hatte Zejula im März 2017 für den US-Markt zugelassen. Vorausgegangen war eine FDA Fast Track Designation, was den Zulassungsprozess wesentlich beschleunigte.

### Prostatakarzinom
In der EU wurde im April 2023 und in den USA im August 2023 die fixe Kombination von Niraparib plus Abirateron als Akeega zur Behandlung von mCRPC (metastasiertes kastrationsresistentes Prostatakarzinom, metastatic Castration-resistent Prostate Carcinoma) zugelassen.
Prostatakrebs ist die häufigste Krebsart bei Männern in Europa und in den USA. Für Patienten im zum metastasierten kastrationsresistenten Prostatakarzinom (mCRPC) fortgeschrittenen Stadium beträgt die Gesamtüberlebenszeit durchschnittlich 13 Monate. Eine vorliegende BRCA-Genmutationen erhöht die Wahrscheinlichkeit eines aggressiven Krankheitsverlaufs, eines schlechten Ausgangs und einer kürzeren Überlebenszeit. Etwa 20 bis 30 Prozent der Männer mit einem mCRPC haben eine ererbte und/oder somatische Mutation in den BRCA-Genen.

## Anwendungsgebiete
In der EU beinhalten die zugelassenen Anwendungsgebiete die Monotherapie zur Erhaltungstherapie bei erwachsenen Patientinnen
- mit fortgeschrittenem epithelialem (FIGO-Stadien III und IV) high-grade Karzinoms der Ovarien, der Tuben oder mit primärem Peritonealkarzinoms, die nach einer Platin-basierten Erstlinien-Chemotherapie ein vollständiges oder partielles Ansprechen zeigen[15] oder
- mit Rezidiv eines Platin-sensiblen, high-grade serösen epithelialen Karzinoms der Ovarien, der Tuben oder mit primärem Peritonealkarzinom, die sich nach einer Platin-basierten Chemotherapie in Remission (vollständig oder partiell) befinden.[15]

Niraparib wird auch in der Indikation eines bestimmten Prostatakrebses angewendet. Die Anwendung erfolgt oral als „Doppel-Wirkstoff-Tablette“ (Niraparib plus Abirateron) bei gleichzeitiger Gabe von Prednison oder Prednisolon und dient der Behandlung von erwachsenen Patienten mit BRCA1/2-Mutationen und Prostatakrebs, der sich auf andere Teile des Körpers ausgebreitet hat (Metastasierung) und wenn die medizinische oder chirurgische Behandlung zur Senkung des Testosteronspiegels (Kastration) nicht wirksam war.

## Unerwünschte Wirkungen
Die häufigsten unerwünschten Wirkungen von Zejula sind Thrombozytopenie (34 %), Anämie (25 %), Neutropenie (20 %) und Hypertonie (8 %). Nach individueller Dosisanpassung war die Inzidenz von Grad 3/4 Thrombozytopenie gering und lag nach drei Monaten bei 2,4 %. Der Großteil der hämatologischen Nebenwirkungen ließ sich durch Dosismodifikationen gut handhaben. Die Rate an Therapieabbrüchen aufgrund von Thrombozytopenie, Neutropenie und Anämie lag bei 3 % bzw. 2 % und 1 %.

## Wirkungsmechanismus
PARP-Inhibitoren sind Hemmstoffe des Enzyms Poly-ADP-Ribose-Polymerase (PARP) und verhindern, dass Krebszellen einen durch Zytostatika induzierten DNA-Schaden reparieren. PARP-Inhibitoren kommen deshalb primär als Erhaltungstherapie nach einer Chemotherapie infrage.

## Sonstige Informationen

### Orphan Drug Status
Im April 2010 und im August 2010 war Niraparib seitens der FDA resp. der EC der Orphan Drug Status für die Behandlung seltener Krankheiten gewährt worden.

### Leitlinien
Das National Comprehensive Cancer Network (NCCN) hat Niraparib in die Behandlungsleitlinien des Ovarialkarzinoms Version 1.2017 (April 2017) als Erhaltungstherapie für Patientinnen mit platinsensitiver Erkrankung, die ein partielles oder komplettes Ansprechen nach Beendigung von zwei oder mehr Linien platinbasierter Chemotherapie aufgenommen.

### Studien
Die EU-Zulassung von Niraparib basiert auf den Daten der klinischen Studie ENGOT-OV16/NOVA, einer doppelblinden, placebokontrollierten, internationalen Phase-3-Studie mit Niraparib, an der 553 Patientinnen mit rezidiviertem Ovarialkarzinom teilnahmen, die auf ihre letzte Platin-basierte Chemotherapie vollständig oder partiell angesprochen hatten. Primärer Studienendpunkt war das progressionsfreie Überleben (PFS). Etwa zwei Drittel der Patientinnen wiesen keine BRCA-Keimbahnmutation auf. Die Progression wurde in der NOVA-Studie durch einen unabhängigen zentralen Review der radiologischen oder klinischen Progression beurteilt.
Zejula verlängerte das PFS gegenüber dem Kontrollarm bei Frauen mit und ohne BRCA-Keimbahnmutation signifikant. Das Risiko für eine Krankheitsprogression oder Tod wurde durch Zejula bei Frauen mit BRCA-Keimbahnmutation um 73 % (HR 0,27) und bei Frauen ohne BRCA-Keimbahnmutation um 55 % verringert (HR 0,45). Nach zwei Jahren unter Niraparib waren noch 42 % der Frauen mit BRCA-Keimbahnmutation ohne Krankheitsprogression gegenüber 16 % der Frauen, die ein Placebo bekommen hatten. Patientinnen mit zu Studienbeginn partiellem oder vollständigem Ansprechen auf die Chemotherapie profitierten in gleichem Maße.
Die vollständigen Ergebnisse der ENGOT-OV16/NOVA-Studie wurden im Oktober 2016 auf dem Kongress der European Society for Medical Oncology (ESMO) in Kopenhagen vorgestellt. Die Daten wurden zeitgleich im New England Journal of Medicine publiziert.
Der frühere Zulassungsinhaber Tesaro hat ein umfangreiches Niraparib-Studienprogramm aufgestellt, indem die Aktivität von Niraparib über mehrere Krebsarten hinweg bewertet werden soll. Außerdem werden mehrere mögliche Kombinationen von Niraparib mit anderen Therapeutika evaluiert. Das Entwicklungsprogramm für Niraparib umfasst eine Phase-3-Studie mit Patienten, die eine Erstlinientherapie zur Behandlung von Eierstockkrebs (PRIMA-Studie) erhalten haben, und eine Phase-2-Zulassungsstudie bei Patienten, die mehrere Behandlungslinien für Eierstockkrebs (QUADRA-Studie) erhielten. In mehreren Kombinationsstudien, darunter Niraparib plus Pembrolizumab (TOPACIO-Studie) und Niraparib plus Bevacizumab (AVANOVA-Studie), werden weitere Anwendungsgebiete untersucht.
Tesaro ging 2019 an GlaxoSmithKline (GSK) über.

### Auslizenzierung
Janssen Biotech hat die Rechte zur Entwicklung und Vermarktung von Niraparib speziell für Patienten mit Prostatakrebs weltweit – außer in Japan – lizenziert.